# 예핌 브론프만

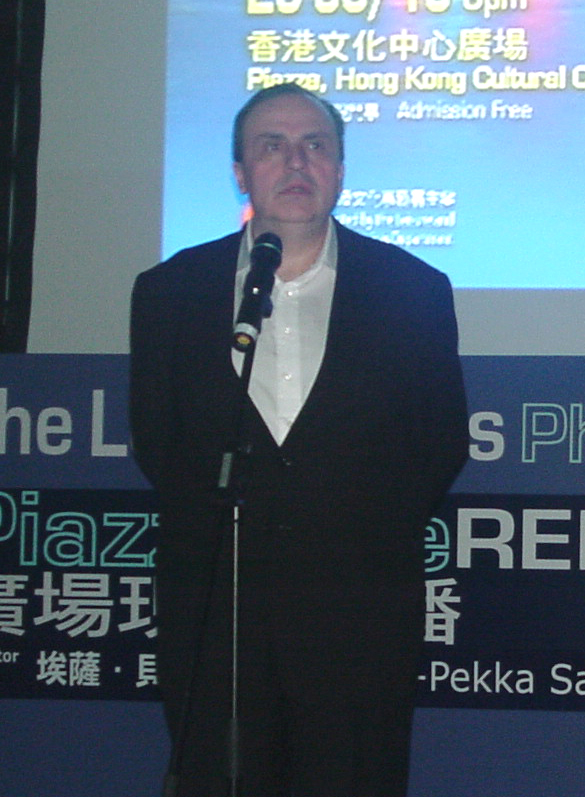
예핌 브론프만 (2008)

예핌 나우모비치 브론프만(러시아어: Ефим Наумович Бронфман, 1958년 4월 10일 ~ )은 소련 태생의 이스라엘계 미국인 피아니스트이다.
브론프만은 우즈베크 소비에트 사회주의 공화국의 타슈켄트에서 태어나 15세에 이스라엘로 이민을 왔다. 그는 1989년에 미국 시민이 되었다.
브론프만의 교사는 레온 플라이셔와 루돌프 제르킨이었다. 그는 1975년 주빈 메타와 몬트리올 심포니 오케스트라와 함께 국제 무대에 데뷔했다.
그는 1989년 카네기 홀에 데뷔했고 1991년 아이작 스턴과 일련의 리사이틀을 가졌다. 그는 에사페카 살로넨, 로스앤젤레스 필하모닉과 함께 3개의 버르토크 피아노 협주곡을 녹음하여 1997년 그래미상을 수상했다.
브론프만은 또한 실내악에 전념했으며 많은 실내악 앙상블 및 기악 연주자와 함께 연주했다.
그는 Sony Records 를 위해 프로코피예프의 피아노 소나타와 협주곡 녹음을 만들었다.